# Airampoa armata
Airampoa armata ist eine Pflanzenart in der Gattung der Airampoa aus der Familie der Kakteengewächse (Cactaceae). Das Artepitheton armata stammt aus dem Lateinischen, bedeutet ‚bewehrt‘ und verweist auf die kräftige Bedornung der Art.

## Beschreibung
Airampoa armata wächst niedrig strauchig mit aufrechten bis ausgebreiteten Zweigen und bildet dichte Dickichte. Die anfangs drehrunden und später abgeflachten Triebabschnitte sind bis zu 3,5 Zentimeter lang und 2 Zentimeter dick. Die darauf befindlichen Blattrudimente sind rötlich. Die Glochiden ähneln dünnen Dornen. Die bis zu neun, anfangs abstehenden und dann unregelmäßig ausgebreiteten, rötlichen Dornen werden im Alter weißlich. Sie sind bis zu 2,5 Zentimeter lang.
Über die Blüten und Früchte ist nichts bekannt.

## Verbreitung und Systematik
Airampoa armata ist in Bolivien im Departamento Oruro in Höhenlagen von 3600 bis 3800 Metern verbreitet. 
Die Erstbeschreibung als Opuntia armata erfolgte 1953 durch Curt Backeberg. Alexander Borissovitch Doweld stellte die Art 2002 in die Gattung Airampoa.
Die Art ist nur unzulänglich bekannt.

## Nachweise